# Abu Dis
Abu Dis (àrab: أبو ديس, Abū Dīs) és una ciutat palestina de la governació de Jerusalem, a Cisjordània, Des dels Acords d'Oslo de 1995, Abu Dis forma part de la denominada Zona B, sota control administratiu palestí i control militar israelià. Segons l'Oficina Central Palestina d'Estadístiques tenia 12.634 habitants el 2016, una xifra que pràcticament es dobla durant el dia per l'afluència d'estudiants i funcionaris.

## Etimologia
El nom provindria d'ad dissa, en referència al dens bosc que hi havia abans de ser desforestat en temps del Mandat Britànic de Palestina. Que el nom provindria d'una paraula llatina boddens, que significaria «tímid» o «modest», és una hipotesi molt curiosa. No hi ha cap paraula llatina boddens, la d geminada en llatí és inexistent, excepte en uns pocs mots composts amb el prefix ad-.

## Història
Abu Dis està situat en un lloc històric envoltat per profundes valls. S'hi han trobat restes d'edificis antics, cisternes, premses de vi, coves i un columbari. També s'hi han trobat peces de ceràmica del període romà tardà i del període romà d'Orient. El llogaret va néixer al lloc on hi havia l'assentament romà de Beta Budison (?).
El moment exacte del naixement d'Abu Dis es desconeix, però hi ha certesa que ja existia abans de l'any 1187. La majoria dels habitants són descendents de tribus àrabs nòmades.

### Època otomana
Abu Dis va ser un dels pobles més poblats del sanjak de Jerusalem durant el segle xvi, que tenia uns centenars d'habitants. El blat i l'ordi eren els principals cultius, però també s'hi conreaven raïms, olives, arbres fruiters, mongetes i productes de cabres i abelles. L'Imperi Otomà garantia a una sèrie de descendents de Saladí que vivien al poble un terç dels ingressos obtinguts del gra. Els homes adults del poble pagaven un total de 6.250 akçe en impostos anuals, una xifra molt menor que la d'altres pobles d'una grandària similar al sanjak com Beit Jala, Ein Karim o Deir Dibwan. Això podria indicar que Abu Dis era menys pròsper, o bé que tenia menys habitants no musulmans.
L'octubre de 1553, Shaykh Sa'd al-Din al-Sharafi al-Maliki va ser nomenat administrador del waqf del poble, si bé va ser reemplaçat en 1554 per Muhammad al-Fakhuri a petició de tres importants veïns que s'havien queixat al cadí de Jerusalem. Va romandre en aquest lloc fins a 1563. Cap a 1596, Abu Dis apareixia en el registre d'impostos otomà com a part de la nàhiya d'al-Quds, al liwà homònim. Tenia una població de 80 llars musulmanes i pagava imposats per blat, ordi, oliveres, vinyes, arbres fruiters, cabres i/o ruscs d'abella.
En 1838, l'expedició de Robinson i Smith va marcar que Abu Dis era un poblat musulmà que formava part de la zona d'el-Wadiyeh, a l'est de Jerusalem.
L'explorador francès Victor Guérin pensava que Abu Dis era idèntica a l'antiga Bahurim, però actualment aquesta idea no és acceptada. Quan Guérin va visitar el poble eln 1870 va advertir una casa més gran i més alta que les altres que pertanyia al xeic local. Un llistat oficial otomà de localitats d'aproximadament el mateix any certificava que Abu Dis tenia 52 cases i una població de 326 habitants, encara que les xifres de població incloïen solament als homes.
Prop de la vella mesquita del poble, coneguda localment com a Maqam Salah ad-Din, hi ha una tomba amb una làpida de marbre, amb un poema escrit en «elegant [caligrafia] naskhi», que data de 1878.
El 1883, el Survey of Western Palestine del Fons per a l'Exploració de Palestina el va descriure com un «poble de grandària mitjana en una posició excel·lent a la part alta d'una cresta aplanada, amb profundes valls a la seva al voltant. El subministrament d'aigua prové de cisternes. Cap a l'oest hi ha tombes excavades en la roca.»
A la fi del segle xix, el xeic d'Abu Dis, Rasheed Erekat, prometia garantir la seguretat dels pelegrins i turistes europeus en el seu viatge cap a Jericó i el riu Jordà. Segons un viatger d'aquella època, «l'única manera de completar el viatge al Jordà […] [és] pagant el tribut establert al xeic d'Abu Dees. Aquest home té el privilegi de treure-li uns setze xílings a cada viatger que baixa a Jericó. Enviarà a un home, possiblement el seu propi fill, perquè t'acompanyi […] exhibint unes belles vestimentes i armat amb espasa i revòlver.»
En 1896, la població d'Abu Dis rondava les 600 persones.

### Mandat britànic de Palestina
En el cens del 1922 per les autoritats del Mandat Britànic de Palestina, Abu Diz tenia 1.029 habitants, tots musulmans, que va augmentar en el cens de 1931 fins a 1.297, encara tots musulmans, que vivien a 272 cases.
Segons un estudi oficial de terra i població, la població havia tornat a créixer el 1945 fins a 1.940 habitants, tots musulmans, i la superfície s'estenia per 27.896 dúnams (27,896 km²), segons un estudi oficial de terra i població. D'aquests, a 4.981 dúnams es conreaven cereals, mentre que 158 dúnams eren urbanitzats.
Entre 1922 i 1947, la població d'Abu Dis va créixer un 110%. No obstant això, la ciutat va sofrir enormes danys pel terratrèmol de Jericó de 1927. Totes les cases es van veure afectades i totes les cisternes es van esquerdar. Atès que Abu Dis depenia de l'aigua de pluja per al proveïment d'aigua, les conseqüències del terratrèmol van ser molt greus. En canvi, al Azariyeh (Betània), a tan sols mig quilòmetre de distància, va sofrir escassos danys.

### Ocupació jordana
Segons la Resolució 194 de l'Assemblea General de l'ONU de 1948, Abu Dis havia de ser la ciutat més oriental del corpus separatum establert per la zona de Jerusalem. No obstant això, des del començament de la guerra araboisraeliana de 1948, i després de l'armistici de 1949, Abu Dis va quedar sota un règim d'ocupació jordana.

### Ocupació israeliana

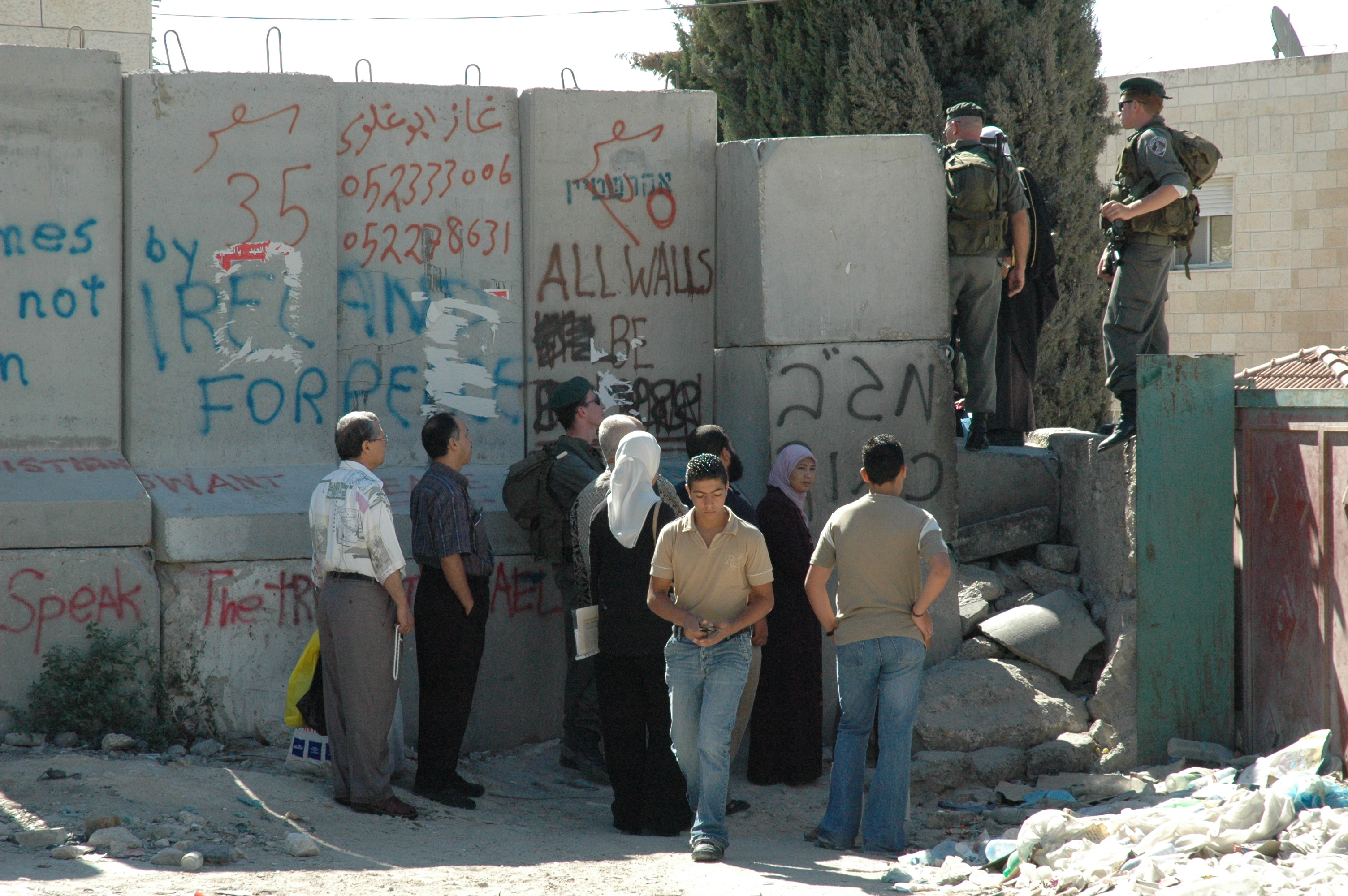
Control militar israelià a Abu Dis

Des de la Guerra dels Sis Dies el 1967, tant Abu Dis com la resta de Cisjordània, la Franja de Gaza, Jerusalem Est i els Alts del Golan romanen sota ocupació israeliana. En el cens israelià de 1967, el poble tenia 2.640 habitants. Des de la signatura dels Acords d'Oslo de 1995, gairebé tota la zona urbanitzada d'Abu Dis (un 14,8% del total de la superfície municipal) és a la denominada «Zona B», amb jurisdicció civil de l'Autoritat Nacional Palestina però sota control militar israelià, mentre que la zona agrícola i els terrenys sense edificar (un 85,2% del total) són a la «Zona C», sota control militar i administratiu israelià, i on no es permet l'edificació de nous habitatges. La majoria de les oficines de l'Autoritat Nacional Palestina responsables dels assumptes de Jerusalem són a Abu Dis.

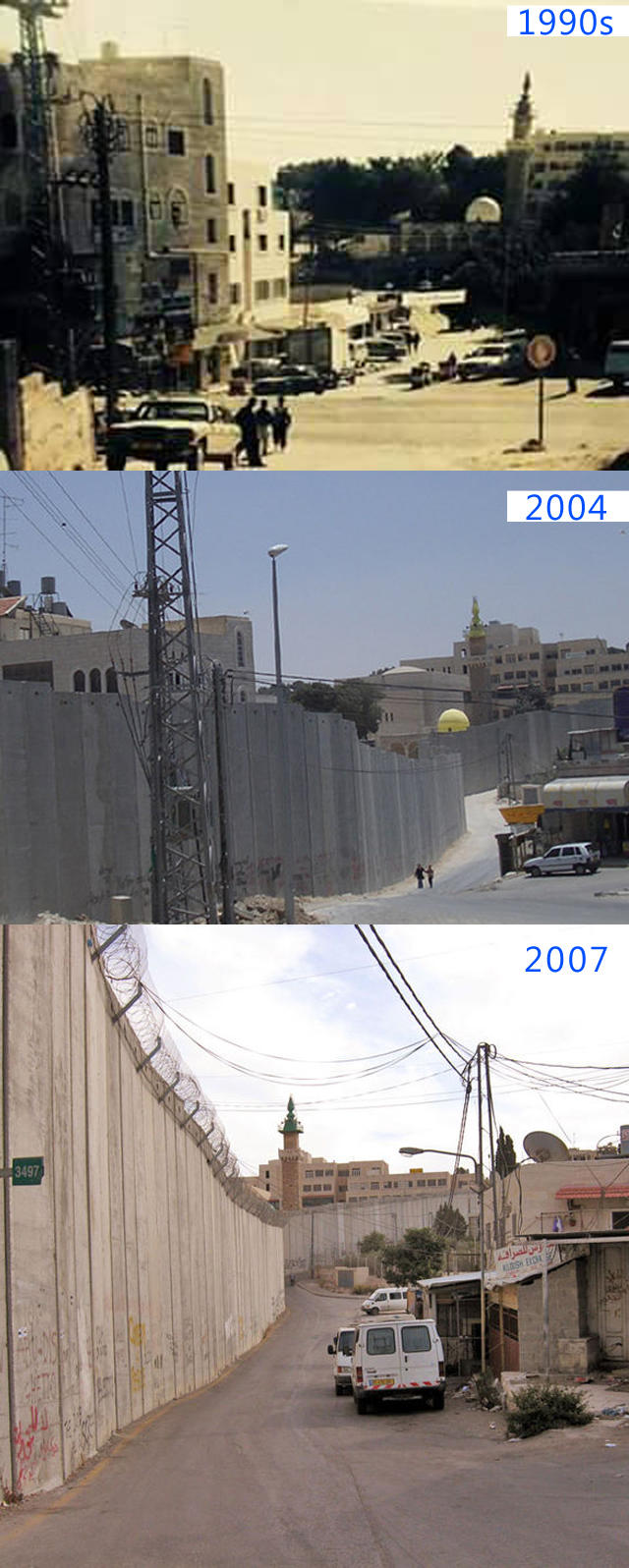
Muralla de separació israeliana a Abu Dis, en fotografies dels anys noranta, 2004 i 2007. Aquestes imatges mostren una porció del mur construït per Israel a Cisjordània. Aquesta zona d'Abu Dis es troba molt prop de la part oriental de Jerusalem, a uns 2 km de la Mesquita d'al-Aqsa. Les fotografies estan preses des del costat israelià del mur, en adreça sud. Els habitants dels veïnats a banda i banda del mur són famílies predominantment palestines.

El 1981 Israel va confiscar uns 800 dúnams de terres d'Abu Dis per construir un abocador per a la ciutat de Jerusalem i altres ciutats properes. De fet, Israel ha confiscat terrenys municipals d'Abu Dis per construir els assentaments israelians de Ma'ale Adumim (creat el 1975 amb l'expropiació d'1.031 dúnams) i 'Mizpe Yedude (1980, 348 dúnams expropiats). L'assentament de Ma'ale Adumim és un dels més grossos construïts per Israel en contra del dret internacional, i abasta vuit grans blocs. D'altra banda, el denominat com a pla I1 preveu la creació d'un nou assentament en el terreny municipal d'Abu Dis i d'altres municipis limítrofs que acabaria d'aïllar Jerusalem de la resta de Cisjordània i, per tant, allunyaria la possibilitat d'un acord de pau sobre la base de dos estats. El pla I1 comportaria l'expropiació d'uns altres 881 dúnams del municipi d'Abu Dis, la qual cosa limitaria el terme municipal a la zona urbanitzada. A més, el 2007, l'exèrcit israelià va anunciar la construcció d'una nova carretera que allunyaria el tràfic palestí de les rodalies de Ma'ale Adunim, per a això seria necessària la confiscació d'altres 387 dúnams de terres de tres municipis cisjordans, sent un d'ells Abu Dis. El 2 d'abril de 2012, el diari israelià Haaretz va revelar els plans per a la construcció d'un nou assentament israelià a solars d'Abu Dis. En realitat, ja l'any 2000 una sèrie d'estudiants religiosos jueus i membres del Kenésset havien pres un pujol pertanyent a residents d'Abu Dis, l'havien voltat i l'havien començat a plantar amb oliveres en preparació de l'assentament de Kidmat Zion, el que finalment seria aprovat el 2012.
Una batalla campal de deu hores va tenir lloc a Abu Dis el 24 de febrer de 1994, quan l'exèrcit israelià va intentar emboscar dos activistes palestins. Un d'ells va morir i l'altre va ser ferit. Bilal 'Ali Khalil 'Afaneh, natural d'Abu Dis, va morir per trets de les forces de seguretat israelianes el 29 de setembre de l'any 2000. Tenia 25 anys, era a l'Esplanada de les Mesquites i no participava en cap enfrontament. El 24 d'octubre de 2001, un jove de vint anys anomenat Marwan Halbiya passejava pel carrer a Abu Dis quan un jeep de l'exèrcit israelià va travessar el carrer; un grup de joves van començar a llançar-li pedres i els soldats van respondre amb foc real, i van matar Marwan a l'instant. Muhammad Feisal Abu Nil, un membre de la policia palestina de 28 anys i resident a Abu Dis, va morir el 14 de març de 2002 durant una incursió israeliana a Ramal·lah. L'11 d'agost de 2002, uns soldats israelians hi van ferir un treballador palestí en un control militar, van disparar per trobar "sospitós" el paquet de menjar que portava. Al novembre de 2003, una jove refugiada de 23 anys anomenada Hind Suloman Shrateha, estudiant de 5è curs de Medicina a la Universitat Al Quds, esperava un taxi quan soldats israelians van començar a llançar-li gas lacrimogen. Afectada d'una malaltia cardíaca crònica, va requerir els serveis d'una ambulància que va ser detinguda durant mitja hora pels soldats abans que es truquès una segona ambulància, aquesta vegada israeliana. Quan finalment va arribar a l'hospital, va romandre disset dies en coma abans de morir el 2 de desembre de 2003.
El 9 de maig de 2004, un jove de 18 anys d'Abu Dis anomenat Fadi Sh'alan Khader Bahar va morir pels trets de la policia de fronteres israeliana. L'incident va tenir lloc quan membres d'aquest cos policial van obrir foc contra un grup de civils que, segons l'ONG israeliana B'Tselem, no participaven en cap enfrontament. El seu cos va romandre durant molt temps al lloc a causa dels continus trets de la policia de fronteres.
Durant l'anomenada Intifada dels ganivets, començat el 2015, Mazen Hassan Ahmad 'Ireibah, de 35 anys, va morir el 3 de desembre de 2015 per trets de soldats israelians després d'haver disparat ell mateix un civil i un soldat, ferint el primer de gravetat i el segon lleument El 20 de juliol de 2017, Mohammad Lafi, de 18 anys, va morir a Abu Dis per un tret en el pit per les forces de seguretat israelianes en el context de les massives protestes contra la instal·lació de detectors de metalls a les portes de la Mesquita d'Al-Aqsa. L'endemà despús, un altre jove d'Abu Dis moria de nou abatut durant protestes a la veïna Al Azariyeh. Es deia Yousif Kashur i tenia 23 anys.

#### Hipotètica capital de Palestina
Durant les negociacions de pau en el context dels Acords d'Oslo de 1995, Israel va proposar situar a Abu Dis la futura capital de l'Estat de Palestina en substitució de Jerusalem Est, la capital oficialment proclamada pels palestins. La proximitat pel que fa a la Ciutat Vella de Jerusalem (amb prou feines dos quilòmetres), el fet que part de la ciutat estigui dins del terme municipal de Jerusalem i el seu enquadrament oficial dins de Cisjordània la feien una opció plausible, si bé més propera a la postura israeliana (que mantindria l'actual Jerusalem al complet) que a la palestina, a la qual fins i tot es va proposar canviar el nom d'Abu Dis per Al Quds (Jerusalem en àrab). Finalment, l'assassinat de Isaac Rabin i l'accés al poder de Benjamin Netanyahu, entre altres successos, van donar fi a les negociacions de pau i, avui dia, no es considera una opció viable. De fet, l'any 2000, Ahmed Qurei (en aquells dies ministre de comerç palestí i oriünd d'Abu Dis) va ordenar la construcció d'un edifici parlamentari que podria albergar el Consell Legislatiu Palestí, però el projecte mai va arribar a acabar-se. El mur de separació que Israel va construir a Abu Dis transcorre a uns pocs metres el lloc d'aquest edifici.

#### Mur de separació israelià

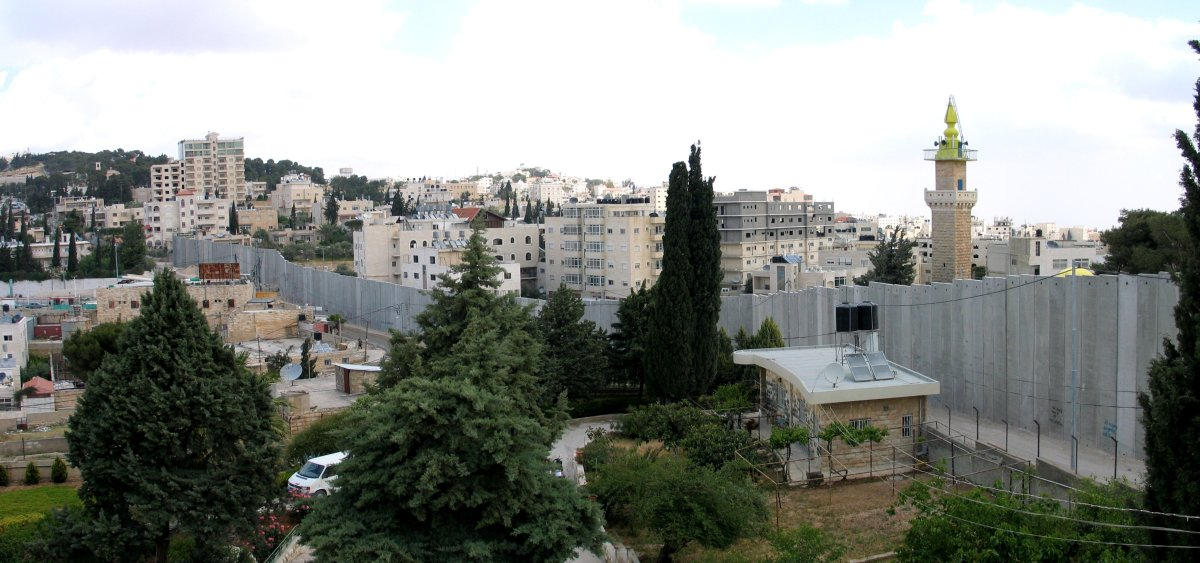
Mur de separació israeliana que separa Abu Dis de Jerusalem

El 13 de gener de 2004, Israel va començar a construir el mur de separació israeliana a Cisjordània. El recorregut del mur va partir Abu Dis en dues parts, travessant el camp de futbol de la Universitat Al-Quds, i va separar unes 35 famílies del municipi i aïllar-les de Jerusalem (a l'est de la línia verda), la qual cosa ha dificultat l'accés als serveis de Jerusalem per als habitants d'Abu Dis que manquin d'un permís especial. Quan es completi la construcció del mur, la ciutat estarà envoltada per est per tres dels seus quatre costats (est, nord i oest) i uns 11,095 quilòmetres quadrats de la superfície municipal (un 47% del total) quedaran apartats del nucli urbà. A més, limitarà en gran manera l'expansió geogràfica del municipi, que es veurà obligat a créixer verticalment. L'Oficina de les Nacions Unides per a la Coordinació d'Assumptes Humanitaris afirma que el mur afecta greument a l'accés a escoles, hospitals i llocs de treball dels habitants d'Abu Dis. Abans de la construcció, es podia arribar d'Abu Dis a Jerusalem en deu minuts; una vegada aixecat el mur, es triga més d'una hora.
El mur també ha permès a Israel l'annexió d'uns ssis quilòmetres quadrat) de terra arable del total de 28.332 dúnums pertanyents al municipi d'Abu Dis, a part dels huit-cents dúnams requerits per a la construcció de la barrera pròpiament dita. Israel manté que el traçat del mur està dictat per motius de seguretat, no per consideracions polítiques. La Cort Internacional de Justícia va declarar el 2004 la il·legalitat del mur israelià i va instar el seu total desmantellament.

#### Plets per la propietat de la terra

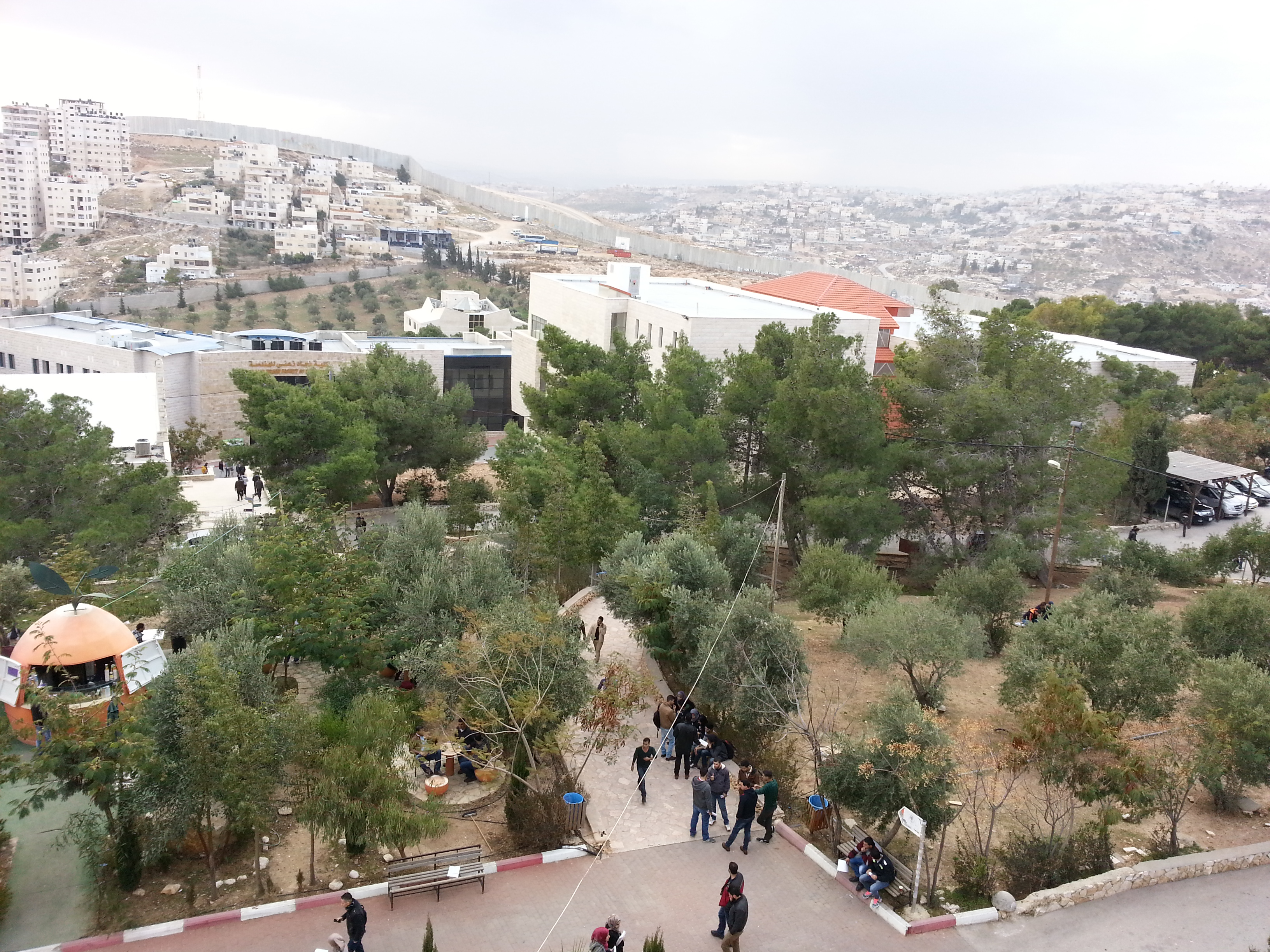
Universitat Al Quds amb el mur de separació israelià al fons

El Cliff Hotel propietat de la família Ayyad d'Abu Dis, ha estat el centre d'una disputa legal als tribunals israelians. Els amos van realitzar una demanda per detenir l'expropiació de l'hotel, construït a mitjan anys cinquanta. El cas està relacionat amb l'aplicació de la Llei de Propietat Absent, que permet a l'Estat d'Israel expropiar les propietats de persones que visquin en un país que Israel consideri com a enemic. Un dictamen del Tribunal Suprem d'Israel el febrer de 2010 es va mostrar incapaç de decidir si aquesta llei és aplicable a les propietats de Jerusalem Est que pertanyin a persones que resideixen als territoris palestins ocupats. El govern de Noruega ha mostrat obertament el seu suport a la família Ayyad. El 2012 es va publicar a Noruega un llibre sobre la lluita de l'amo de l'hotel, Ali Ayyad, i de la seva esposa noruega per mantenir la propietat del seu hotel.

## Evolució demogràfica
| 1596       | 1870 | 1896 | 1922  | 1931  | 1945  | 1961  | 1967  | 1982  | 1987  | 1997  | 2003   | 2005   | 2007   |
| ---------- | ---- | ---- | ----- | ----- | ----- | ----- | ----- | ----- | ----- | ----- | ------ | ------ | ------ |
| 80 hogares | 326  | 600  | 1.029 | 1.297 | 1.940 | 3.631 | 2.640 | 2.640 | 5.368 | 8.975 | 11.672 | 11.753 | 10.782 |

## Residents famosos
- Kamel Arekat
- Saeb Erekat
- Ahmed Qurei